# Drosophila musaphilia
Drosophila musaphilia är en tvåvingeart som beskrevs av Elmo Hardy 1965. Drosophila musaphilia ingår i släktet Drosophila och familjen daggflugor.
Artens utbredningsområde är Hawaii.